# Урсуляк, Мюррей
Мюрре́й Урсуля́к (англ. Murray R. Ursulak; род. Эдмонтон) — канадский кёрлингист.
В составе мужской сборной Канады чемпион мира (1989). Чемпион Канады среди мужчин (1989). В составе мужской юниорской сборной Канады чемпион мира среди юниоров (1979). Чемпион Канады среди юниоров (1978).
В основном играл на позиции второго.

## Достижения
- Чемпионат мира по кёрлингу среди мужчин: золото (1989).
- Чемпионат Канады по кёрлингу среди мужчин: золото (1989).
- Чемпионат мира по кёрлингу среди юниоров: золото (1979).
- Чемпионат Канады по кёрлингу среди юниоров: золото (1978).

## Команды
| Сезон   | Четвёртый   | Третий       | Второй         | Первый         | Запасной       | Турниры           |
| ------- | ----------- | ------------ | -------------- | -------------- | -------------- | ----------------- |
| 1977—78 | Darren Fish | Lorne Barker | Мюррей Урсуляк | Barry Barker   |                | ЧКЮ 1978          |
| 1978—79 | Darren Fish | Lorne Barker | Мюррей Урсуляк | Randy Ursuliak |                | ЧМЮ 1979          |
| 1988—89 | Пэт Райан   | Рэнди Фёрби  | Дон Валчак     | Дон Маккензи   | Мюррей Урсуляк | ЧК 1989 · ЧМ 1989 |

(скипы выделены полужирным шрифтом)

## Частная жизнь
Из семьи кёрлингистов: его родственник Уолли Урсуляк — чемпион Канады и мира 1961 года; брат Мюррея, Рэнди Урсуляк (англ. Randy Ursuliak) — тоже кёрлингист, они вместе с Мюрреем играли в юниорской команде, выиграв чемпионат мира 1979.